# Кейс, Шэрон
Шэрон Кейс (англ. Sharon Case; род. 9 февраля 1971, Детройт, Мичиган) — американская актриса мыльных опер.
Кейс добилась наибольшей известности благодаря своей роли Шэрон Ньюман в дневной мыльной опере «Молодые и дерзкие», где она снимается с 1994 года. Эта роль принесла ей дневную премию «Эмми» в 1999 году и ещё четыре номинации на «Эмми» и несколько других наград. Ранее она снялась в мыльных операх «Главный госпиталь», «Как вращается мир» и «Долина кукол», а также появилась в прайм-тайм сериалах «Весёлая компания» и «Беверли-Хиллз, 90210». Кейс родилась в Детройте, штат Мичиган и дружит со своей коллегой по «Молодым и дерзким» Мелоди Томас Скотт.

## Мыльные оперы
- 1989—1990 — Главный госпиталь / General Hospital
- 1992—1993 — Как вращается мир / As the World Turns
- 1994 — Долина кукол / Valley of the Dolls
- 1994-настоящее время — Молодые и дерзкие / The Young and the Restless